# Portugisiska Timor
Portugisiska Timor portugisiska: Timor Português var namnet på Östtimor mellan 1596 och 1975, då området var under portugisisk kontroll. Under den här perioden delade Portugal ön Timor med Nederländska Ostindien, från 1949 Indonesien.
Trots att Portugal var neutralt under andra världskriget, ockuperades Portugisiska Timor i december 1941 av australiska och nederländska styrkor, som väntade sig en japansk invasion. När japanerna ockuperade Timor i februari 1942 bekämpades dessa av allierade trupper och timoranska frivilliga i ett gerillakrig som totalt krävde 40 000-70 000 timoranska dödsoffer.
Efter 1949 blev Nederländska Indien självständigt under namnet Indonesien, och den 28 november 1975 deklarerade Portugisiska Timor sin självständighet och ändrade namn till Östtimor. Detta ledde till en snabb indonesisk invasion, och regionen inlemmades i Indonesien. Ur internationellt perspektiv slutade Portugisiska Timor inte att existera förrän 20 maj 2002, då området blev självständigt.
Portugisiska Timors valuta var före 1975 kopplad till den portugisiska escudon, men den slutade att existera vid Indonesiens invasion, då den indonesiska rupien började användas istället.

### Fotnoter
1. ↑  ”Timor-Leste (East Timor)” (på engelska). World Statesmen. http://www.worldstatesmen.org/East_Timor.html. Läst 10 augusti 2015.